# Tothom m'odia
Tothom m'odia (títol original en anglès, All My Friends Hate Me) és una pel·lícula de comèdia de terror britànica del 2021 dirigida per Andrew Gaynord i escrita per Tom Palmer i Tom Stourton, que també protagonitza la pel·lícula. Es va exhibir per primer cop al Festival de Cinema de Tribeca del 2021. Es va estrenar l'11 de març de 2022 als cinemes amb un llançament digital el 25 de març. S'ha doblat i subtitulat al català.

## Repartiment
- Tom Stourton com a Pete
- Georgina Campbell com a Fig
- Joshua McGuire com a George
- Antonia Clarke com a Claire
- Kieran Hodgson com a Graham
- Charly Clive com a Sonia
- Dustin Demri-Burns com a Harry
- Christopher Fairbank com a Norman
- Graham Dickson com a Archie